# Agustín Casanova
Agustín Daniel Casanova Sommaruga (Montevideo, 14 de diciembre de 1993) es un cantante y actor uruguayo, conocido por ser el vocalista de la banda Márama, desde junio de 2014.

## Biografía
Nació en 1992 en Montevideo en el barrio Cordón. Es hijo de Daniel Casanova y Lourdes Sommaruga y tiene dos hermanas: Lucía y Soledad. Estudió en el "Colegio Nuestra Señora de Fátima" y luego concurrió a la "Escuela Tecnológica Buceo".
En 2014, Fer Vázquez creó una banda de cumbia pop llamada Márama, en la que Casanova fue el vocalista. Otros integrantes del grupo fueron Ignacio Rodríguez (Percusión), Benjamín Alberto (Batería), Sebastián Rodríguez (Teclado), Lucas Betancor (Teclado), Nicolás Barragán (Bajo), Patricio Botti (Guitarra), Carlos Neck, entre otros.
En 2016 fue convocado para ser participante del reality argentino Bailando 2016, donde participó junto a Josefina Oriozabala y el famoso abandono en la octava gala. Además ese año fue el protagonista, actuando de sí mismo, en el documental sobre las bandas Márama y Rombai, llamado Marama - Rombai - El viaje.
Al siguiente año también participó del Bailando, donde acompañó a Flor Vigna y fue reemplazado tras su abandono. En ese mismo año dejó de existir Márama, y desde allí fue cantante solista. Más tarde junto a antiguos miembros del grupo formaron el "Equipo Casanova"  tocando las canciones de dicho grupo.
En 2018 estrenó su rol como actor en la telenovela argentina Simona, durante siete meses. Luego, Agustín le hizo una demanda millonaria a Fer Vázquez, cantante y productor de Rombai y exproductor de Márama.
En junio lanzó su primer tema en su carrera solista, llamado Ando buscando, junto a Chyno Miranda. Un mes más tarde lanza su segundo tema junto a Abraham Mateo y Mau y Ricky llamado Bailoteame. En noviembre lanza su tercer tema como solista, y el primero sin colaboración, llamado Sin regreso.
El 4 de enero de 2019 lanzó su cuarto tema, llamado Bye bye. El 5 de septiembre lanzó su quinto tema llamado "Tiri Tiri".
Y el 10 de abril de este año lanzó su sexto tema "No correspondido". Luego, aún sin fecha confirmada, vuelve a actuar haciendo una participación especial, en este caso en la segunda temporada de la serie argentina Millennials, emitida en el canal de aquel país llamado Net TV.
En septiembre de 2019 fichó como jurado del concurso de talentos Got Talent Uruguay, participando de las tres temporadas emitidas en Canal 10 durante 2020, 2021 y 2022. En noviembre de 2021 fichó como jurado/coach de la La voz Uruguay, siendo parte en 2022, 2023 y 2024. En octubre de 2022 se confirmó que sería jurado en La Voz Kids, la edición infantil del certamen que se estrenaría en 2023.

## Filmografía
| Programas de televisión          | Programas de televisión    | Programas de televisión | Programas de televisión              | Programas de televisión |
| Año                              | Título                     | Rol                     | Notas                                |                         |
| -------------------------------- | -------------------------- | ----------------------- | ------------------------------------ | ----------------------- |
| 2016                             | Showmatch: Bailando 2016   | Participante            | Abandono por motivos laborales       | Bandera de Argentina    |
| 2017                             | Showmatch: Bailando 2017   | Participante            | Abandono por motivos personales      | Bandera de Argentina    |
| 2020-2022                        | Got Talent Uruguay         | Jurado                  | Primera, segunda y tercera temporada | Bandera de Uruguay      |
| 2020                             | El Legado                  | Invitado                | Entrevistado                         | Bandera de Uruguay      |
| 2022-presente                    | La voz Uruguay             | Jurado                  |                                      | Bandera de Uruguay      |
| 2023-presente                    | La Voz Kids                | Jurado                  |                                      | Bandera de Uruguay      |
| Series de televisión y películas |                            |                         |                                      |                         |
| Año                              | Título                     | Rol                     | Notas                                |                         |
| 2016                             | Marama - Rombai - El viaje | Él mismo                | Protagonista                         | Bandera de Uruguay      |
| 2017                             | Mi marido tiene familia    | Él mismo                | Participación especial               | Bandera de México       |
| 2018                             | Simona                     | Dante Guerrico          | Elenco principal                     | Bandera de Argentina    |
| 2019                             | Millennials                | Ramiro Salazar          | Participación especial (temp. 2)     | Bandera de Argentina    |
| Obras de teatro                  |                            |                         |                                      |                         |
| Año                              | Título                     | Personaje               | Notas                                |                         |
| 2018                             | Simona, en Vivo            | Dante Guerrico          | Protagonista                         | Bandera de Argentina    |
| 2019                             | Aladin, será genial        | Aladín                  | Protagonista                         | Bandera de Argentina    |

## Discografía

### Con Márama (2014-2017, 2021-presente)
| Año  | Título                                                       | Álbum                 |
| ---- | ------------------------------------------------------------ | --------------------- |
| 2014 | Todo Comenzó Bailando                                        | Todo Comenzó Bailando |
| 2014 | Loquita                                                      | Todo Comenzó Bailando |
| 2014 | No Te Vayas                                                  | Todo Comenzó Bailando |
| 2014 | Una Noche Contigo (ft. Fer Vázquez)                          | Todo Comenzó Bailando |
| 2014 | Bronceado                                                    | Todo Comenzó Bailando |
| 2015 | Nena                                                         | Todo Comenzó Bailando |
| 2015 | Noche Loca (ft. Rombai)                                      | Todo Comenzó Bailando |
| 2015 | Tal Vez                                                      | Todo Comenzó Bailando |
| 2015 | Era Tranquila                                                | Sencillo sin álbum    |
| 2016 | Te Amo Y Odio                                                | Todo Comenzó Bailando |
| 2016 | Lo Intentamos                                                | Sencillo sin álbum    |
| 2016 | Te Conozco (ft. Fer Vázquez)                                 | Todo Comenzó Bailando |
| 2016 | Pasarla Bien                                                 | Sencillo sin álbum    |
| 2017 | La Quiero Conocer                                            | Sencillo sin álbum    |
| 2017 | Loquita Remix (ft. DCS)                                      | Sencillo sin álbum    |
| 2017 | Vive Y Disfruta                                              | Sencillo sin álbum    |
| 2017 | Que Rico Baila (ft. Rombai)                                  | Sencillo sin álbum    |
| 2021 | Ya No Llora                                                  | Sencillo sin álbum    |
| 2021 | No Quiero Verte (ft. Hernán y La Champions Liga)             | Sencillo sin álbum    |
| 2021 | Nunca Más                                                    | Sencillo sin álbum    |
| 2022 | Aunque Te Enamores (ft. Luciano Pereyra)                     | Sencillo sin álbum    |
| 2022 | Todo a la Vez                                                | Sencillo sin álbum    |
| 2022 | Resaca                                                       | Sencillo sin álbum    |
| 2022 | La Culpa (ft. Nacho)                                         | Sencillo sin álbum    |
| 2022 | Nuestro Amor Regresa (ft. Migrantes)                         | Sencillo sin álbum    |
| 2023 | Dame Un Besito (ft. Rodrigo Tapari)                          | Sencillo sin álbum    |
| 2023 | Enemigos                                                     | Sencillo sin álbum    |
| 2023 | Enemigos (Sesión Acústica)                                   | Sencillo sin álbum    |
| 2023 | Besos Con Fernet (ft. Rusherking)                            | Sencillo sin álbum    |
| 2023 | Corta (ft. Roze)                                             | Sencillo sin álbum    |
| 2023 | Bronceado Remix (ft. MYA y Robleis)                          | Márama 10 Años        |
| 2024 | Una Noche Contigo Remix (ft. DJ Tao, Lauty Gram y Roze)      | Márama 10 Años        |
| 2024 | Todo Comenzó Bailando Remix (ft. Ráfaga)                     | Márama 10 Años        |
| 2024 | Tal Vez Remix (ft. Luciano Pereyra)                          | Márama 10 Años        |
| 2024 | No Te Vayas Remix (ft. Flor Álvarez y Migrantes)             | Márama 10 Años        |
| 2024 | Auto Rojo Remix (ft. Vilma Palma e Vampiros)                 | Sencillo sin álbum    |
| 2024 | No Te Vayas Balada Remix (ft. Nahuel Pennisi y Los Nocheros) | Márama 10 Años        |
| 2024 | Pasarla Bien Remix (ft. Los Totora y Ruben Rada)             | Márama 10 Años        |
| 2024 | Otra Boca                                                    | Sencillo sin álbum    |

### Solista (2018-2020)
| Año  | Título                                       | Álbum              |
| ---- | -------------------------------------------- | ------------------ |
| 2018 | Ando Buscando (ft. Chyno Miranda)            | Sencillo sin álbum |
| 2018 | Bailotéame (ft. Abraham Mateo y Mau & Ricky) | Sencillo sin álbum |
| 2018 | Sin Regreso                                  | Sencillo sin álbum |
| 2019 | Bye Bye                                      | Sencillo sin álbum |
| 2019 | 2024                                         | Sencillo sin álbum |
| 2019 | Tiri Tiri                                    | Sencillo sin álbum |
| 2020 | No Correspondido                             | Sencillo sin álbum |